# 5th FAI Women’s World Hot Air Balloon Championship

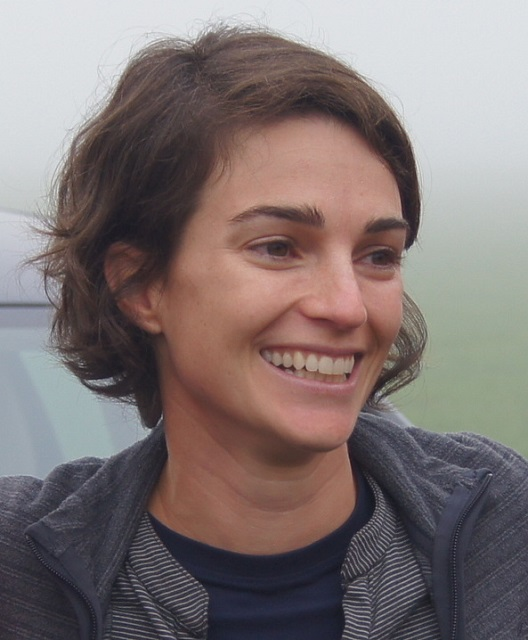
Nicola Scaife (2014), Weltmeisterin 2014, 2016 und 2023

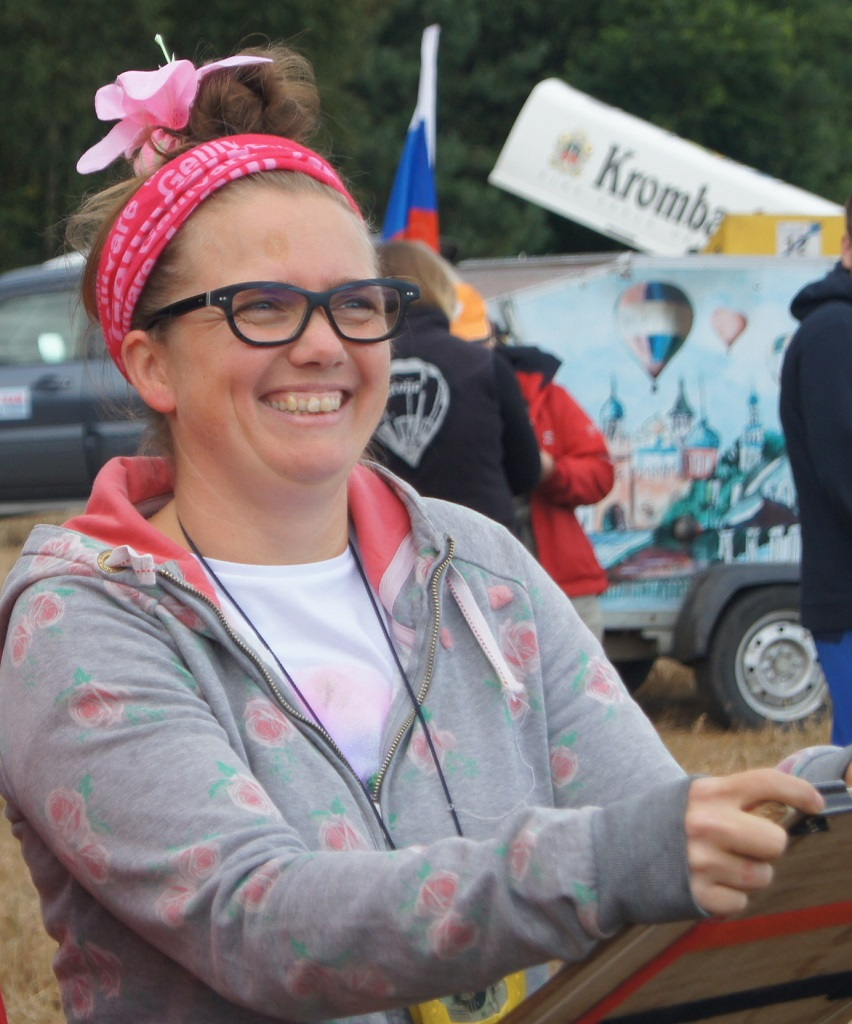
Sanne Haarhuis (2017), Bronzemedaille 2023

Die 5th FAI Women’s World Hot Air Balloon Championship (deutsch Fünfte FAI-Heißluftballon-Weltmeisterschaft der Frauen) fand im September 2023 in Northam, Western Australia statt.
Vierte Weltmeisterin der Frauen wurde die Australierin Nicola Scaife aus Hunter Valley. Die Silber- und die Bronzemedaille errangen Stephanie Hemmings (Vereinigtes Königreich) und Sanne Haarhuis (Niederlande). Scaife war als zweimalige Weltmeisterin 2014 und 2016 sowie Gewinnerin der Bronzemedaille von 2018 angetreten.

## 4th FAI Women’s World Hot Air Balloon Championship
Die vierte Weltmeisterschaft war wie 2018 für 2020 nach Nałęczów vergeben worden. Dieser Wettbewerb wurde ohne Änderung der weiteren Nummerierung abgesagt.

## Verlauf

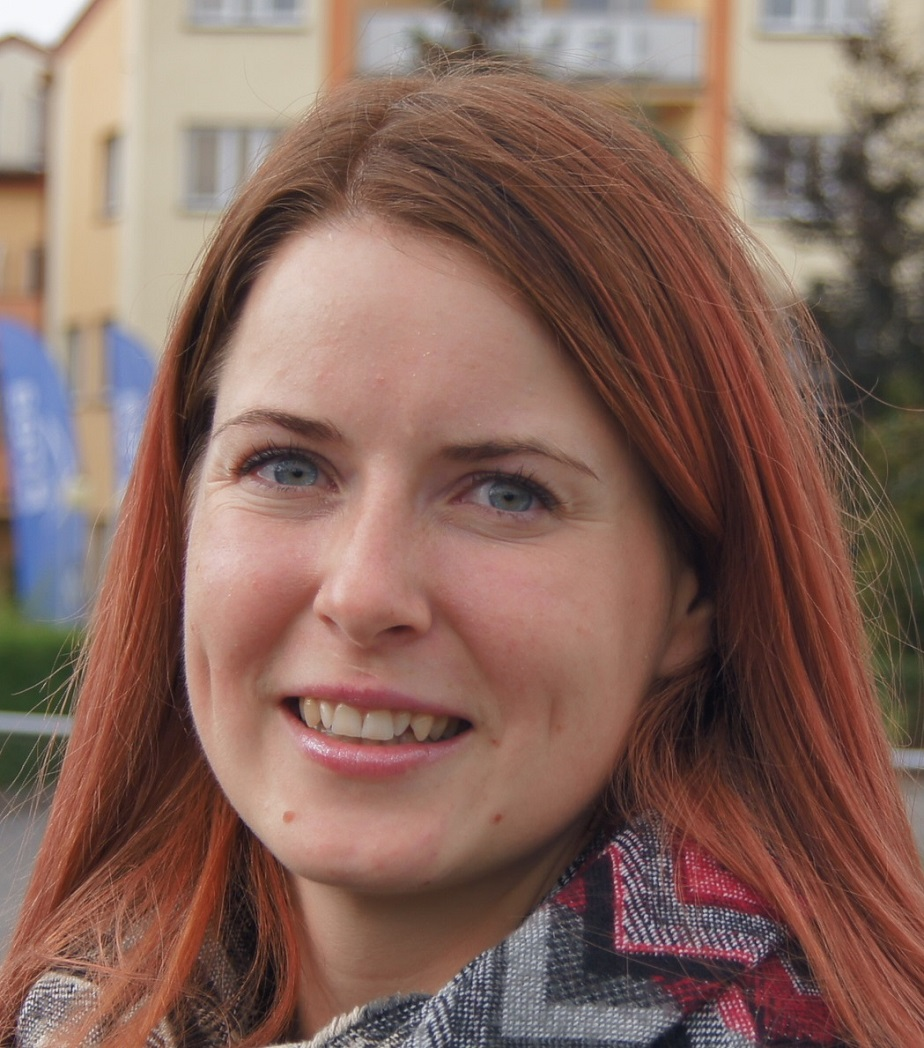
Agnė Simonavičiūtė (2017)

Nach den Weltmeisterschaften in Leszno (Polen, 2014), Birštonas (Litauen, 2016) und Nałęczów (Polen, 2018) war es die vierte Weltmeisterschaft und die achte Ballonsportveranstaltung nach Richtlinien der FAI bei der Frauen um den Titel der besten Heißluftballonpilotin der Welt bzw. Europas kämpften. Der Wettbewerb wurde vom 3. bis 9. September 2023 ausgetragen. Es nahmen dreißig Ballonfahrerinnen aus dreizehn Ländern der Welt teil. In Abwesenheit der amtierenden Weltmeisterin Daria Dudkiewicz-Goławska ging mit der Startnummer „1“ mit Agnė Simonavičiūtė die Vizeweltmeisterin des Jahres 2018 ins Rennen. Mit der „2“ folgte die WM-Dritte Scaife und nach ihr die Mannschaftskameradinnen, da Australien die alphabetische Reihenfolge anführte. Nach dem Rückzug einer Lettin war die Startnummer 19 nicht vergeben. Die Wettbewerbsleitung lag bei Gary Lacey, Australien. Der 3. September war für das allgemeine Briefing und die Eröffnungsveranstaltung in Westham reserviert.
Elisabeth Kindermann-Schön aus Österreich wurde Vierte. Deutschland war durch die Juniorinnen Susanna Obieglo und Aline Kalousdian vertreten, die die Plätze 15 und 21 erreichten. Die WM-erfahrene Schweizerin Nicole Vogel trat nicht an. Die Mannschaftswertung gewann Australien vor dem Vereinigten Königreich. Dritte wurden die beiden Niederländerinnen.
Es konnten sieben Fahrten mit zwanzig Aufgaben absolviert werden. Nach der ersten Fahrt lagen die Mitfavoritin Kindermann-Schön an zweiter und die Deutsche Kalousdian an dritter Stelle hinter Scaife, während Hemmings, Simonavičiūtė und Haarhuis auf den Plätzen 9, 14 und 16 in den Wettbewerb starteten. Bei der zweiten Fahrt schob sich Hemmings mit zwei siegreichen Aufgaben auf Platz zwei, Kalousdian verteidigte Platz drei bis zur dritten Fahrt, Kindermann-Schön und Simonavičiūtė rutschten auf die Plätze 13 und 14 ab, Haarhuis rückte auf Platz 6 vor. Nach fünf Fahrten lagen Kindermann-Schön, Haarhuis, Simonavičiūtė und Kalousdian auf den Plätzen 4, 6, 12 und 19, während Obieglo und Muir die Plätze 7 und 10 erreichten. Nach der sechsten Fahrt vor der abschließenden Langsamfahrt lag Haarhuis auf Platz zwei vor Hemmings und Kindermann-Schön, Simonavičiūtė erkämpfte Platz acht. Die zwanzigste Aufgabe lieferte das Endergebnis. Scaife hatte mit sechs Siegen bei den Aufgaben einen Start-Ziel-Sieg absolviert. Hemmings schob sich wieder vor Haarhuis und Kindermann-Schön, Simonavičiūtė erreichte nach schlechtem Start Platz sechs.
| Tag          | Fahrt       | Aufgaben | Bemerkungen                                 |
| ------------ | ----------- | -------- | ------------------------------------------- |
| 4. September | 1 – morgens | 3        | nicht gestartet                             |
| 4. September | 0 – abends  | 0        | Absage inkl. Briefing                       |
| 5. September | 1 – morgens | 3        |                                             |
| 5. September | 0 – abends  | 0        | Absage inkl. Briefing                       |
| 6. September | 2 – morgens | 4        |                                             |
| 6. September | 3 – abends  | 1        | Hesitation waltz/Langsamfahrt               |
| 7. September | 4 – morgens | 5        |                                             |
| 7. September | 5 – abends  | 1        | Hare and hounds/Fuchsjagd                   |
| 8. September | 6 – morgens | 5        |                                             |
| 8. September | 7 – abends  | 1        | Hesitation waltz/Langsamfahrt               |
| 9. September | 0 – morgens | 0        | Reservetag, ein „Fun Flight“ wurde abgesagt |

## Endergebnis

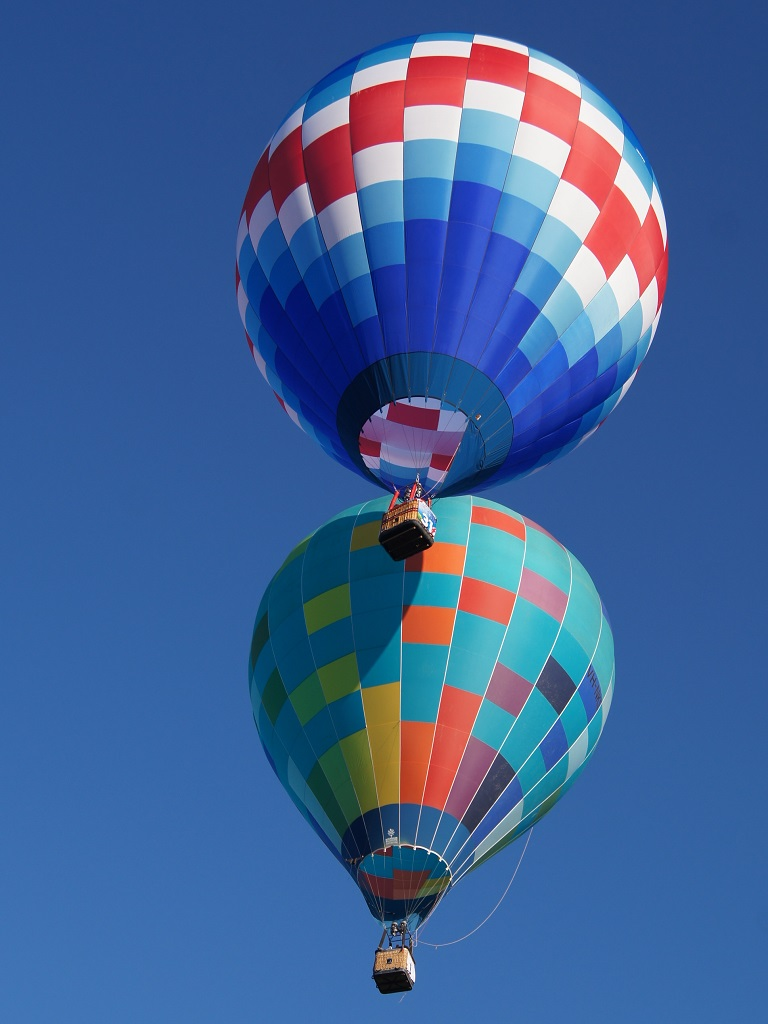
Nicola Scaife und Kellie Keller (USA; oben) beim Punktekampf (2018)

Auf dieser Liste sind das Endergebnis und die vollständige Startliste aufgeführt.
| Rang | Pilotin                      | Nation                 | Punkte | Aufgabensiege |
| ---- | ---------------------------- | ---------------------- | ------ | ------------- |
| 1    | Nicola Scaife                | Australien             | 17.240 | 6             |
| 2    | Stephanie Hemmings           | Vereinigtes Königreich | 13.799 | 3             |
| 3    | Sanne Haarhuis               | Niederlande            | 13.592 | 0             |
| 4    | Elisabeth Kindermann-Schön   | Österreich             | 12.855 | 2             |
| 5    | Georgia Croft                | Australien             | 11.817 | 1             |
| 6    | Agnė Simonavičiūtė           | Litauen                | 11.562 | 1             |
| 7    | Scarlett Saunders            | Australien             | 11.555 | 1             |
| 8    | Kate Pepper                  | Neuseeland             | 11.433 | 0             |
| 9    | Chloe Hallet                 | Vereinigtes Königreich | 11.422 | 0             |
| 10   | Lais Lummertz Pinho          | Brasilien              | 11.233 | 1             |
| 11   | Rita Becz                    | Ungarn                 | 11.203 | 1             |
| 12   | Kelli Keller                 | Vereinigte Staaten     | 11.195 | 1             |
| 13   | Suzuna Tomizawa              | Japan                  | 10.947 | 0             |
| 14   | Holly Pfeifer                | Vereinigte Staaten     | 10.757 | 0             |
| 15   | Susanna Obieglo              | Deutschland            | 10.674 | 1             |
| 16   | Josie White                  | Australien             | 10.446 | 0             |
| 17   | Alana Kahl                   | Australien             | 10.348 | 1             |
| 18   | Matsumi Eda                  | Japan                  | 10.326 | 0             |
| 19   | Lindsay Muir                 | Vereinigtes Königreich | 10.178 | 0             |
| 20   | Tomoko Kurahashi             | Japan                  | 9.637  | 0             |
| 21   | Aline Kalousdian             | Deutschland            | 9.525  | 0             |
| 22   | Małgorzata Bilska-Nowakowska | Polen                  | 9.398  | 1             |
| 23   | Renata Narbutė               | Litauen                | 9.000  | 0             |
| 24   | Kristin Vevere               | Lettland               | 8.926  | 1             |
| 25   | Joanna Biedermann            | Polen                  | 8.342  | 1             |
| 26   | Meg Skelton                  | Vereinigte Staaten     | 7.986  | 0             |
| 27   | Iris Broeders-van Ham        | Niederlande            | 7.782  | 0             |
| 28   | Julija Romanovskaja          | Litauen                | 7.166  | 0             |
| 29   | Kimberly Whiteman            | Vereinigte Staaten     | 7.013  | 0             |
| 30   | Rieko Shingo                 | Japan                  | 4.911  | 0             |